# Born in Flames
Born in Flames es una película dramática utópica/distópica y de docuficción estadounidense de 1983 dirigida, producida y coescrita por la feminista interseccional radical Lizzie Borden. La película explora el racismo, el clasismo, el sexismo y el heterosexismo en un Estados Unidos alternativo, con un sistema político socialista democrático, y hace referencia a muchos movimientos y herramientas feministas, incluido el feminismo negro, el feminismo blanco, la concienciación, la radio independiente y las respuestas a la brutalidad policial. El título proviene de la canción de Red Krayola "Born in Flames", que aparece en la película y fue escrita por Mayo Thompson, miembro del grupo de artistas conceptuales Art & Language.

## Argumento
Diez años después de la revolución pacífica de Estados Unidos, en la que un gobierno socialista gana el poder, las minorías poblacionales siguen teniendo problemas con el gobierno. En la ciudad de Nueva York, un grupo de mujeres decide organizarse y movilizarse para llevar la revolución aún más lejos.

## Reparto
- Honey - Honey, presentadora de Phoenix Radio
- Adele Bertei - Isabel, presentadora de Radio Ragazza
- Jean Satterfield - Adelaide Norris
- Florynce Kennedy (acreditada como "Flo Kennedy") - Zella Wylie, teórica
- Becky Johnston - Becky Dunlop, editora de periódico
- Pat Murphy - Pat Crosby, editor de periódico
- Kathryn Bigelow - Kathy Larson, editora de periódico
- Hillary Hurst - líder del Ejército de Mujeres
- Sheila McLaughlin - líder
- Marty Pottenger - líder/mujer en el sitio
- Bell Chevigny - Belle Gayle, presentadora de un programa de entrevistas
- Joel Kovel - Invitado en un programa de entrevistas
- Ron Vawter - agente del FBI
- John Coplans - Jefe
- John Rudolph - presentador de noticias de televisión
- Warner Schreiner - presentador de noticias de televisión
- Valerie Smaldone - presentadora de noticias de televisión
- Hal Miller - detective
- Bill Tatum - el alcalde Zubrinsky
- Mark Boone Junior - Acosador en el metro

## Reconocimientos
| Año  | Festival                                             | Nominación        | Resultado |
| ---- | ---------------------------------------------------- | ----------------- | --------- |
| 1983 | Festival Internacional de Cine de Berlín             | Premio del Jurado | Ganadora  |
| 1983 | Festival Internacional de Cine de Mujeres de Créteil | Gran Premio       | Ganadora  |

## Recepción y legado
En Rotten Tomatoes, la película tiene un índice de aprobación del 88% basado en 33 reseñas, con una calificación promedio de 6,8/10. 
Tras su estreno, Variety afirmó que la película tiene "todas las ventajas y desventajas de una película casera",  mientras que Janet Maslin, de The New York Times, escribió: «Solo quienes ya comparten las ideas de la señorita Borden pueden considerarla persuasiva».
En 2001, Marjorie Baumgarten, de The Austin Chronicle, la elogió, declarándola una obra humanista y revolucionaria. Frances Dickinson, de Time Out London, escribió que Borden «hace que incluso el argumento más ácido brille con humor, mientras que los momentos más conmovedores arden con una intensidad feroz».
La película fue revalorada después de que la copia restaurada de 35 mm se estrenara en 2016 en Anthology Film Archives. Después, fue distribuida por Criterion Channel y reestrenada en todo el mundo.  Borden fue invitado a mostrar la nueva copia de 35 mm en Bruselas, Barcelona, Madrid, San Sebastián, Milán, Toronto, el Festival de Cine de Edimburgo, el Festival de Cine de Londres, junto con proyecciones en Detroit, Rochester, San Francisco y Los Ángeles. En 2022, la película ocupó el puesto 243 en la encuesta de las mejores películas de todos los tiempos de Sight & Sound, empatada en ese puesto con otras 21 películas, incluyendo La naranja mecánica, Annie Hall y Posesión. 
En 2016, Richard Brody, de The New Yorker escribió: «La creatividad libre, ardiente y espontánea de Born in Flames emerge como un modo indispensable de cambio radical, uno que muchos cineastas contemporáneos con intenciones políticas aún no han asimilado». Melissa Anderson, de The Village Voice, escribió: «Esta película rebelde e inclasificable, quizás la única entrada en el género híbrido de ciencia ficción radical-lésbica-feminista, se estrenó dos años después del régimen de Reagan, pero su furia resulta tan energizante hoy como lo fue cuando este país comenzó su inexorable giro hacia la derecha».
En 2021, Peter Bradshaw, de The Guardian, la describió como una película underground de bajo presupuesto con todas las características del cine de guerrilla, escribiendo que "Borden está filmando en las calles reales de Nueva York, utilizando imágenes reales de noticias de manifestaciones y violencia policial real" y que "el espíritu anárquico de la agitación y la propaganda palpita en esta película rudimentaria, inteligente y subversiva". Para la revista Girls at Films, Lily Droeven destaca que su discurso y trama siguen apegadas a nuestra realidad, en donde los hombres siguen siendo los privilegiados que ejercen abuso de poder y perpetúan la cultura de violencia.

### Influencia
La película se analiza en el libro de Christina Lane Feminist Hollywood: From "Born in Flames" to "Point Break", publicado en 2001 . En 2013, se publicó un dossier sobre la película como número especial de Women & Performance: A Journal of Feminist Theory, con una serie de ensayos que abordan la raza, la homosexualidad, interseccionalidad, radicalismo, violencia y feminismo en la película. En 2025, se publicó una entrevista exclusiva con Borden en el libro Cinema Her Way, de la escritora y crítica Marya E. Gates.